# Esgrima en los Juegos Suramericanos
La Esgrima es uno de los deportes fundadores de los Juegos Suramericanos y ha participado ininterrumpidamente en todas sus ediciones.

## Medallero total
Desde 1978 hasta 2018
| Núm. | País      | Oro | Plata | Bronce | Total |
| ---- | --------- | --- | ----- | ------ | ----- |
| 1    | Venezuela | 39  | 12    | 28     | 79    |
| 2    | Argentina | 35  | 40    | 35     | 110   |
| 3    | Brasil    | 20  | 25    | 24     | 69    |
| 4    | Chile     | 14  | 25    | 29     | 68    |
| 5    | Colombia  | 6   | 5     | 15     | 26    |
| 6    | Bolivia   | 0   | 4     | 7      | 11    |
| 7    | Perú      | 0   | 1     | 9      | 10    |
| 8    | Uruguay   | 0   | 1     | 3      | 4     |
| 9    | Panamá    | 0   | 1     | 1      | 2     |
| 10   | Paraguay  | 0   | 0     | 1      | 1     |